# Impeckable
Albums de Budgie
If I Were Brittania I'd Waive the Rules
(1976) Power Supply
(1980)
Singles
1. Smile Boy Smile
Sortie : 1978

Impeckable est le septième album studio du groupe de hard rock gallois, Budgie. Il est sorti le 17 février 1978 sur le label A&M Records et a été produit par Richard Manwaring et le groupe. Il est le dernier album studio du groupe avec le guitariste original Tony Bourge.

## Historique
Avec l'album précédent, le groupe tenta de percer le marché américain. Il choisit de se localiser à Toronto au Canada avec son matériel et les membres de sa famille. C'est donc tout naturellement que le groupe enregistra son septième album au Canada, il choisit le Springfield Sound Studio à Aylmer, Ontario.
Le groupe partira en tournée, le ""Hide Your Pussy Tour" et en mai après un dernier concert à Cardiff, le guitariste Tony Bourge quitta le groupe, plus rien n'allait, les mariages des membres du groupe tombaient en morceaux, la musique avait changé, les punks était arrivés. Tony admettra quand même que son jeu de guitare sur cet album avait été plus inventif que jamais. Bourge sera remplacé un moment par l'ex-guitariste de Trapeze, Rob Kendrick.
Cet album n'entra pas dans les charts.

## Liste des titres
- Tous les titres sont signés par Tony Bourge et Burke Shelley sauf indication.

Face 1
| No | Titre               | Auteur | Durée |
| -- | ------------------- | ------ | ----- |
| 1. | Melt the Ice Away   |        | 3:28  |
| 2. | Love for You and Me |        | 4:04  |
| 3. | All at Sea          |        | 4:20  |
| 4. | Dish It Up          |        | 4:20  |
| 5. | Pyramids            |        | 4:22  |

Face 2
| No | Titre                  | Auteur                         | Durée |
| -- | ---------------------- | ------------------------------ | ----- |
| 6. | Smile Boy Smile        |                                | 4:32  |
| 7. | I'm a Faker Too        |                                | 4:58  |
| 8. | Don't Go Away          | Burke Shelley, Blanche Shelley | 4:57  |
| 9. | Don't Dilute the Water |                                | 6:10  |

Titres bonus de la réédition 2010
| No  | Titre                                 | Auteur | Durée |
| --- | ------------------------------------- | ------ | ----- |
| 10. | Smile Boy Smile (Single Edit)         |        | 3:35  |
| 11. | Don't Dilute the Water (Version 2008) |        | 4:20  |
| 12. | All At Sea (Version 2008)             |        | 3:51  |

## Musiciens
- Burke Shelley: chant, basse
- Tony Bourge: guitares
- Steve Williams: batterie, percussions, chœurs